# Bandkeramische Siedlung Schwiegershausen
Die Bandkeramische Siedlung Schwiegershausen ist ein jungsteinzeitlicher Siedlungsplatz der Bandkeramischen Kultur bei Schwiegershausen, einem Ortsteil von Osterode am Harz in Niedersachsen. Die um etwa 5200 v. Chr. bestehende Siedlung zählte zur ersten bäuerlichen Kultur in Mitteleuropa. In den 1990er Jahren wurde ein Langhaus der Siedlung archäologisch untersucht.

## Fundstelle
Der Fundplatz liegt auf einer Geländekuppe in leichter Südhanglage nahe einem kleinen Gewässerlauf. Die Erhaltungsbedingungen für die Siedlungsreste waren günstig, da es in dem Bereich seit der Jungsteinzeit nur eine geringe Bodenerosion gab. Während es üblicherweise etwa 60 cm Bodenverlust sind, waren es hier an günstigen Stellen nur 20 cm Bodenabtrag. Dennoch war der jungsteinzeitliche Laufhorizont nicht mehr erhalten. Geschützt war die Fundstelle durch Erdschichten in Form mittelalterlicher Wölbäckern mit einer Höhe von bis zu 60 cm. Die Fundfläche diente im 20. Jahrhundert über Jahrzehnte als Weideland und blieb vom mechanisierten Ackerbau verschont. 1980 wurde das Gelände zu Acker umgebrochen.

## Forschungsgeschichte
Hinweise auf die Siedlung ergaben sich 1980, nachdem zwei Heimatforschern aus Schwiegershausen auf einem Flurstück vorgeschichtliche Keramikscherben, Steingeräte und größere Mengen an Hüttenlehm fanden. Bei dem Material handelt es sich um Lehmverputz, der sich beim Brand eines Gebäudes durch die Hitze rötlich verfärbt hat. Hüttenlehm gehört zum charakteristischen Fundmaterial an Standorten vorgeschichtlicher Gebäude. Bei einer Nachgrabung am Fundort auf einer Fläche von einem Quadratmeter stießen die Heimatforscher auf eine ungestörte Schicht aus Hüttenlehm und Holzkohle. Darüber hinaus fanden sich weitere Steingeräte und Keramikteile.
1981 nahm der ehrenamtlich Beauftragte für die archäologische Denkmalpflege im Landkreis Osterode eine weitere kleine Grabung vor. Dabei wurden eine 20 cm starke Schicht aus Hüttenlehm und Bodenverfärbungen festgestellt. Baustrukturen konnten nicht erkannt werden. In den folgenden Jahren wurden auf einem zwei Hektar großen Areal Keramiken, Steingeräte und Fragmente von Mahlsteinen gefunden. Archäologen gingen daher nicht von einem einzelnen Gebäude, sondern einer Siedlung aus.
1993 wurde bei einer Begehung festgestellt, dass die Bodenreste auf dem Acker einer zunehmenden Zerstörung durch das Pflügen ausgesetzt waren. Steingeräte, Keramik und Hüttenlehm waren durch die Bodenbearbeitung bereits an die Oberfläche getreten. Wegen des drohenden Substanzverlustes unternahm das Institut für Denkmalpflege als Vorläufer des Niedersächsischen Landesamtes für Denkmalpflege 1993 eine Rettungsgrabung auf einer Fläche von 150 m² vor, die 80 Befunde erbrachte. 1994 erfolgte eine weitere Grabung zur Freilegung der noch nicht erfassten Grundrissbereiche. Dabei wurden 181 Befunde gesichert. Botanische Untersuchungen ergaben, dass die Bewohner der Siedlung Einkorn, Emmer, Gerste, Lein und Hülsenfrüchte anbauten, was das Spektrum der typischen Kulturpflanzen der Linienbandkeramiker darstellt. Weitere Rückschlüsse auf die Ernährung lieferten gefundene Knochenreste von Schweinen und Rindern.
2014 wurde in Schwiegershausen eine Informationstafel zu den Ausgrabungen aufgestellt.

## Hausgrundriss
Bei der Ausgrabung von 1993 wurden zwei einst parallel stehende Häuser angeschnitten. Sie wiesen die für bandkeramische Häuser typische Ausrichtung Nordwest-Südost auf. Ein Gebäude wurde bei den Ausgrabungen 1993 und 1994 vollständig freigelegt. Es hatte die Ausmaße von 29 × 7,5 Meter und gehörte mit einer Fläche von 220 m² zu den bandkeramischen Großhäusern. Von dem Gebäude fanden sich die Pfostengruben von rund 130 Pfosten, die in sieben Reihen standen. Als Pfosten verwendeten die Erbauer meist runde Stämme. Die Pfostengruben hatten Tiefen bis zu 1,8 Meter unter der heutigen Oberfläche. Das Gebäude verfügte über zwei Eingänge, die sich in einer Giebelwand und in einer Längswand befanden. Die Wände bestanden aus Spaltbohlen mit einem Lehmverputz.
Nutzungsareale im Hausinneren konnten trotz der guten Erhaltungsbedingungen nicht erkannt werden. Zur Raumunterteilung gab es im Bereich des Eingangs an der Längswand eine Querwand. Hinweise auf den Standort der Feuerstelle und zur Aufstallung von Vieh ergaben sich nicht. Aufgrund von großen Mengen an Hüttenlehm und wenig ausgeprägten Abfallschichten in den hausbegleitenden Abfallgruben gehen die Archäologen davon aus, dass das Gebäude nicht lange bestanden hat und nach kurzer Zeit abgebrannt ist. Anschließend sind die Pfosten vermutlich zur Wiederverwendung herausgezogen und die Pfostengruben mit Brandschutt verfüllt worden.